# 萨很托亥河
萨很托亥河，也作萨恨图海河，位于中华人民共和国新疆维吾尔自治区巴音郭楞州和静县西部地区的一条河流，是开都河左岸支流。发源于天山山脉额尔宾山南坡，蜿蜒向西南流经开口斯湖东湖，最后汇入开都河。河流全长50千米，流域面积597平方千米，年均径流量约1.75亿立方米。